# Nantua (tổng)
Tổng Nantua là một tổng của Pháp nằm ở tỉnh Ain trong vùng Rhône-Alpes.

## Địa lý
Tổng này được tổ chức xung quanh Nantua ở quận Nantua. Độ cao ở đây từ 427 m (Nantua) đến 1 241 m (Lalleyriat) với độ cao trung bình 669 m.

## Hành chính
| Giai đoạn | Ủy viên      | Đảng | Tư cách |
| --------- | ------------ | ---- | ------- |
| 2004-2010 | Claude Ferry |      |         |

## Số đơn vị
Tổng Nantua groupe 12 xã và có dân số 13 181 dân (theo điều tra dân số năm 1999, số lượng không tính trùng).
| Xã                    | Dân số | Mã bưu chính | Mã insee |
| --------------------- | ------ | ------------ | -------- |
| Apremont              | 329    | 01100        | 01011    |
| Brion                 | 559    | 01460        | 01063    |
| Charix                | 265    | 01130        | 01087    |
| Géovreissiat          | 714    | 01460        | 01170    |
| Lalleyriat            | 195    | 01130        | 01204    |
| Maillat               | 664    | 01430        | 01228    |
| Montréal-la-Cluse     | 3 652  | 01460        | 01265    |
| Nantua                | 3 902  | 01130        | 01269    |
| Les Neyrolles         | 617    | 01130        | 01274    |
| Le Poizat             | 321    | 01130        | 01300    |
| Port                  | 913    | 01460        | 01307    |
| Saint-Martin-du-Frêne | 1 050  | 01430        | 01373    |

## Biến động dân số
| 1962                                                     | 1968  | 1975  | 1982   | 1990   | 1999   |
| -------------------------------------------------------- | ----- | ----- | ------ | ------ | ------ |
| 7 686                                                    | 8 500 | 9 477 | 10 574 | 12 185 | 13 181 |
| Nombre retenu à partir de 1962 : dân số không tính trùng |       |       |        |        |        |